# رومیفیدین
رومیفیدین (انگلیسی: Romifidine) دارویی است که در دامپزشکی به‌عنوان آرام‌بخش عمدتاً در حیوانات بزرگ مانند اسب‌ها استفاده می‌شود، اگرچه ممکن است در انواع مختلفی از گونه‌ها استفاده شود. این دارو در انسان استفاده نمی‌شود، اما از نظر ساختار با داروی رایج مورد استفاده کلونیدین مرتبط است.
رومیفیدین به عنوان آگونیست در زیرگروه گیرنده‌های آدرنرژیک α۲ عمل می‌کند. عوارض جانبی می‌تواند شامل برادی‌کاردی و افسردگی تنفسی باشد. اغلب در کنار سایر داروهای آرام‌بخش یا مسکن مانند کتامین یا بوتورفانول استفاده می‌شود. یوهیمبین می‌تواند به عنوان یک پادزهر برای وارون کردن سریع اثرات استفاده شود